# Europees kampioenschap voetbal mannen onder 21 - 2007

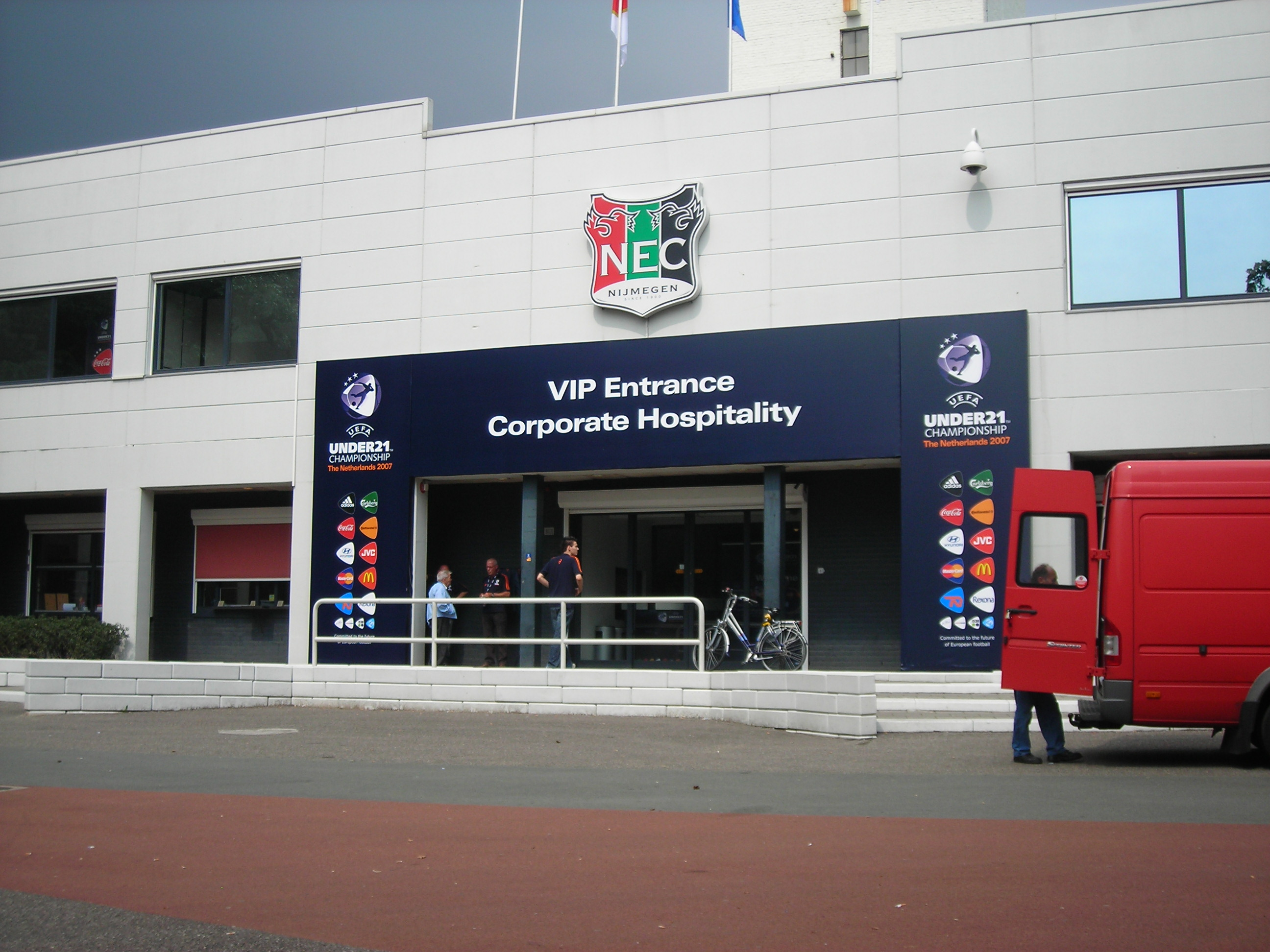
De VIP-ingang van het Goffertstadion tijdens het EK onder 21 - 2007

Het Europees kampioenschap voetbal onder 21 van 2007 (kortweg EK voetbal -21) is het EK voetbal voor spelers die op of na 1 januari 1984 geboren zijn. Ondanks de leeftijdsgrens van 21 jaar mogen ook spelers van 22 en 23 jaar meespelen, omdat de leeftijdsgrens alleen bij het begin van de kwalificatie voor het EK geldt. Het toernooi werd gespeeld in Nederland en begon op zondag 10 juni en eindigde op 23 juni met de finale, die in Euroborg in Groningen gespeeld werd.

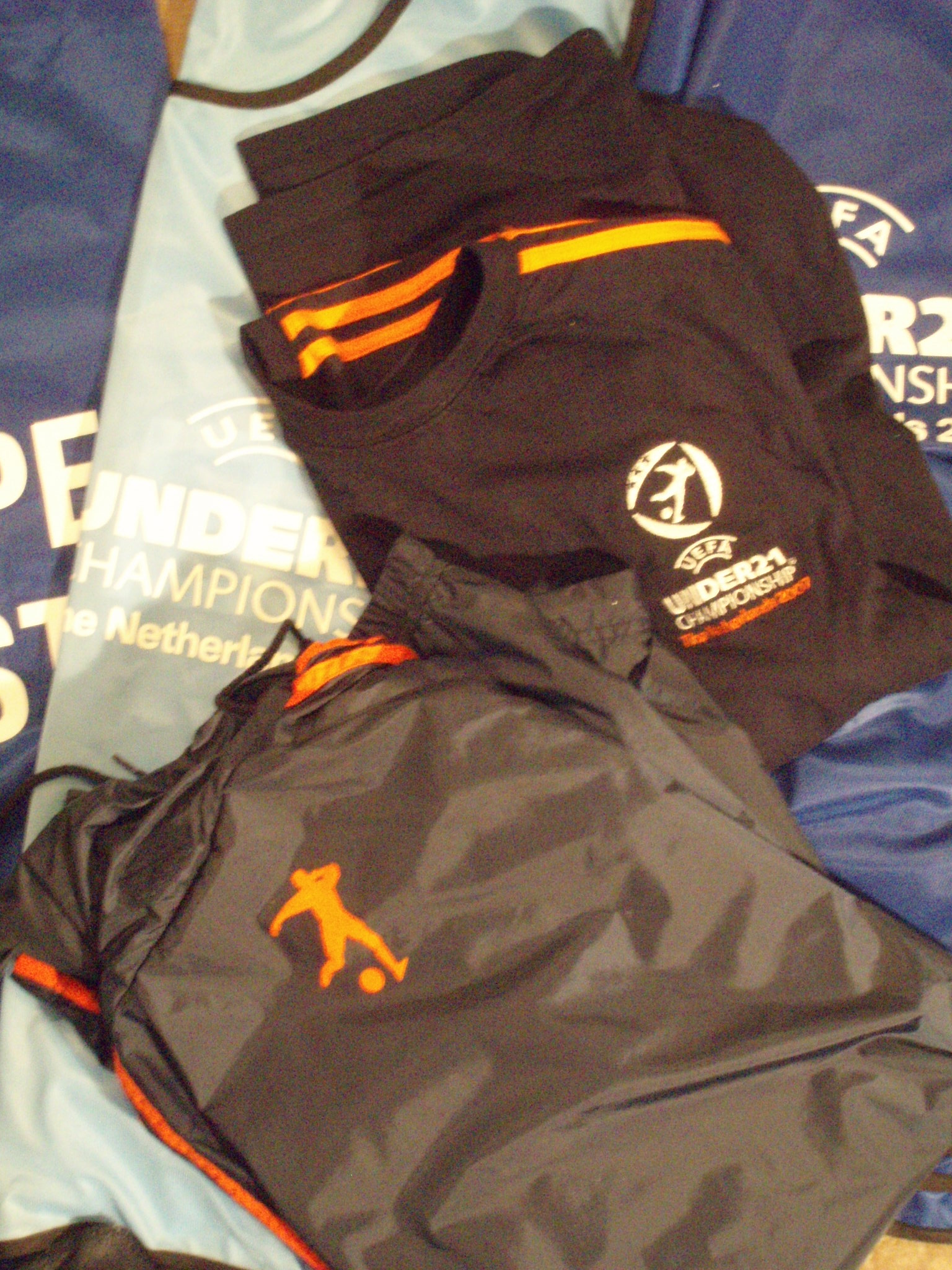
Kleding en stewardhesjes van het EK onder 21 - 2007

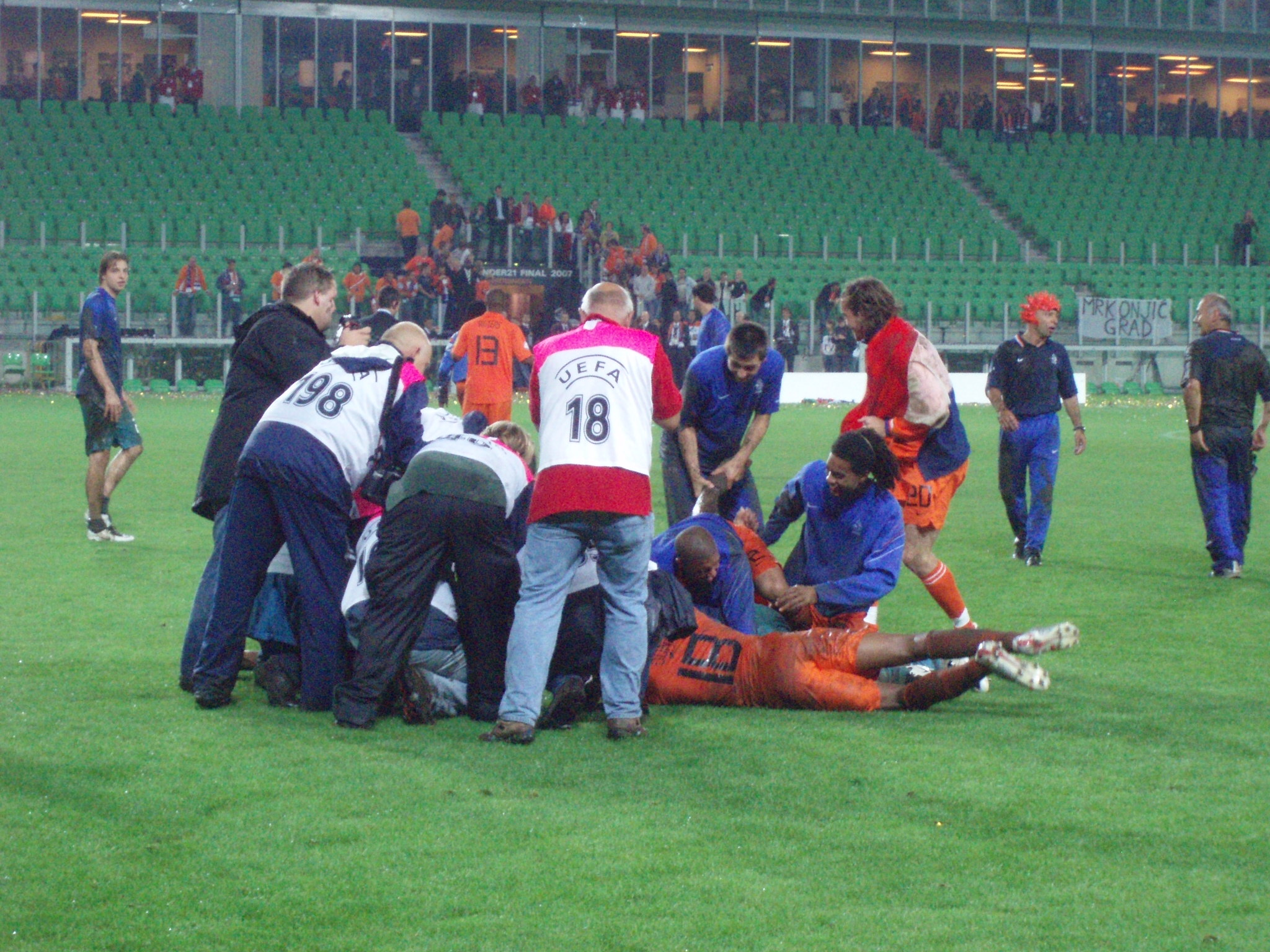
Het Nederlands elftal na hun overwinning in de finale op Servië

Voor het EK onder 21 meldden zich 51 landen. Op de Faeröer na strijden alle landen aangesloten bij de UEFA mee om het Europees kampioenschap.
In Nederland wordt er niet alleen om het Europees kampioenschap gespeeld; de acht teams konden zich ook kwalificeren voor de Olympische Spelen van 2008 in Peking. De teams die zich plaatsten voor de halve finales, verkregen automatisch een startbewijs voor de Spelen. Omdat Engeland de halve finale heeft bereikt, werd er nog een extra wedstrijd gespeeld om te bepalen wie er zich als vierde kwalificeert voor de Olympische Spelen. Engeland kan niet deelnemen aan de Spelen, het hoort tijdens de Spelen immers bij het Verenigd Koninkrijk. De winnaar van deze wedstrijd werd Italië.

## Speelsteden
Tijdens het toernooi werd in de volgende steden gespeeld (met achter de stad het stadion):
- Arnhem: GelreDome
- Groningen: Euroborg
- Heerenveen: Abe Lenstra Stadion
- Nijmegen: De Goffert

## Kwalificatie
Na play-offs kwalificeerden de volgende landen zich:
- Servië
- Tsjechië
- Portugal
- Engeland
- Italië
- België
- Israël
- Nederland (gekwalificeerd als gastland)

## Scheidsrechters
Inmiddels zijn door de UEFA zes scheidsrechters en acht assistenten aangewezen. Deze veertien officials komen, zoals gebruikelijk op een toernooi met acht deelnemers, uit landen die niet aan deze eindronde deelnemen.
De scheidsrechters zijn:
- Stéphane Lannoy
- Knut Kircher
- Zsolt Szabó
- Robert Małek
- Craig Thomson
- Damir Skomina

De assistenten komen uit: Denemarken, Griekenland, Kroatië, Roemenië, Rusland, Slowakije, Turkije en Zwitserland.
In de eerste week van het toernooi zullen de Nederlanders Björn Kuipers en Bas Nijhuis bij een aantal wedstrijden optreden als vierde official.

## Jong Oranje
Zie voor de wedstrijden van Jong Oranje: Europees kampioenschap voetbal onder 21 - 2007/Wedstrijden Jong Oranje.

## Groepsfase
Op vrijdag 24 november 2006 vond in het stadhuis van Arnhem de loting plaats voor het eindtoernooi. Klaas-Jan Huntelaar en Frank de Boer verrichtten de loting en de presentatie lag in handen van Talpa/Tien-presentator Humberto Tan.

### Groep A
| Land      | Wed | Win | Gel | Ver | DV | DT | +/− | Pnt |
| --------- | --- | --- | --- | --- | -- | -- | --- | --- |
| Nederland | 3   | 2   | 1   | 0   | 5  | 3  | +2  | 7   |
| België    | 3   | 1   | 2   | 0   | 3  | 2  | +1  | 5   |
| Portugal  | 3   | 1   | 1   | 1   | 5  | 2  | +3  | 4   |
| Israël    | 3   | 0   | 0   | 3   | 0  | 6  | −6  | 0   |

|                              |                            |                                                   |  |            |  |  |  |
| 10 juni 2007                 |                            |                                                   |  |            |  |  |  |
| Israël                       | 0-1                        | Nederland                                         |  | Heerenveen |  |  |  |
|                              |                            | (Maduro '10)                                      |  |            |  |  |  |
| Portugal                     | 0-0                        | België                                            |  | Groningen  |  |  |  |
|                              |                            |                                                   |  |            |  |  |  |
| 13 juni 2007                 |                            |                                                   |  |            |  |  |  |
| Nederland                    | 2-1                        | Portugal                                          |  | Groningen  |  |  |  |
|                              | (Babel '33, Rigters '75, ) | (Veloso '77, )                                    |  |            |  |  |  |
|                              |                            |                                                   |  |            |  |  |  |
| Israël                       | 0-1                        | België                                            |  | Heerenveen |  |  |  |
|                              |                            | (Mirallas '82)                                    |  |            |  |  |  |
| 16 juni 2007                 |                            |                                                   |  |            |  |  |  |
| België                       | 2-2                        | Nederland                                         |  | Heerenveen |  |  |  |
| (Mirallas '9, Pocognoli '70) |                            | (Rigters '13, Drenthe '37)                        |  |            |  |  |  |
| Israël                       | 0-4                        | Portugal                                          |  | Groningen  |  |  |  |
|                              |                            | (Fernandes '37, Vaz Té '45, Veloso '49, Nani '50) |  |            |  |  |  |

### Groep B
| Land     | Wed | Win | Gel | Ver | DV | DT | +/− | Pnt |
| -------- | --- | --- | --- | --- | -- | -- | --- | --- |
| Servië   | 3   | 2   | 0   | 1   | 2  | 2  | 0   | 6   |
| Engeland | 3   | 1   | 2   | 0   | 4  | 2  | +2  | 5   |
| Italië   | 3   | 1   | 1   | 1   | 5  | 4  | +1  | 4   |
| Tsjechië | 3   | 0   | 1   | 2   | 1  | 4  | −3  | 1   |

| 11 juni 2007                              |     |                               |  |          |  |
| Tsjechië                                  | 0-0 | Engeland                      |  | Arnhem   |  |
| Servië                                    | 1-0 | Italië                        |  | Nijmegen |  |
| (Milovanović '63)                         |     |                               |  |          |  |
| 14 juni 2007                              |     |                               |  |          |  |
| Tsjechië                                  | 0-1 | Servië                        |  | Nijmegen |  |
|                                           |     | (Janković '90+3)              |  |          |  |
| Engeland                                  | 2-2 | Italië                        |  | Arnhem   |  |
| (Nugent '24, Lita '26)                    |     | (Chiellini '36, Aquilani '69) |  |          |  |
| 17 juni 2007                              |     |                               |  |          |  |
| Italië                                    | 3-1 | Tsjechië                      |  | Arnhem   |  |
| (Aquilani '4, Chiellini '29, Rossi '45+1) |     | (Papadopulos '14)             |  |          |  |
| Engeland                                  | 2-0 | Servië                        |  | Nijmegen |  |
| (Lita '5, Derbyshire '77)                 |     |                               |  |          |  |

## Programma

### Halve finales
| wo 20 juni 2007 | 18:15 uur | Nederland               | 1 - 1 (Pen. 13 - 12) |  | Engeland   | Abe Lenstra Stadion, Heerenveen |
|                 |           | (Rigters '89)           |                      |  | (Lita '39) |                                 |
| wo 20 juni 2007 | 20:45 uur | Servië                  | 2 - 0                |  | België     | GelreDome, Arnhem               |
|                 |           | (Kolarov '4, Mrdja '87) |                      |  |            |                                 |

### Play-off Olympische Spelen

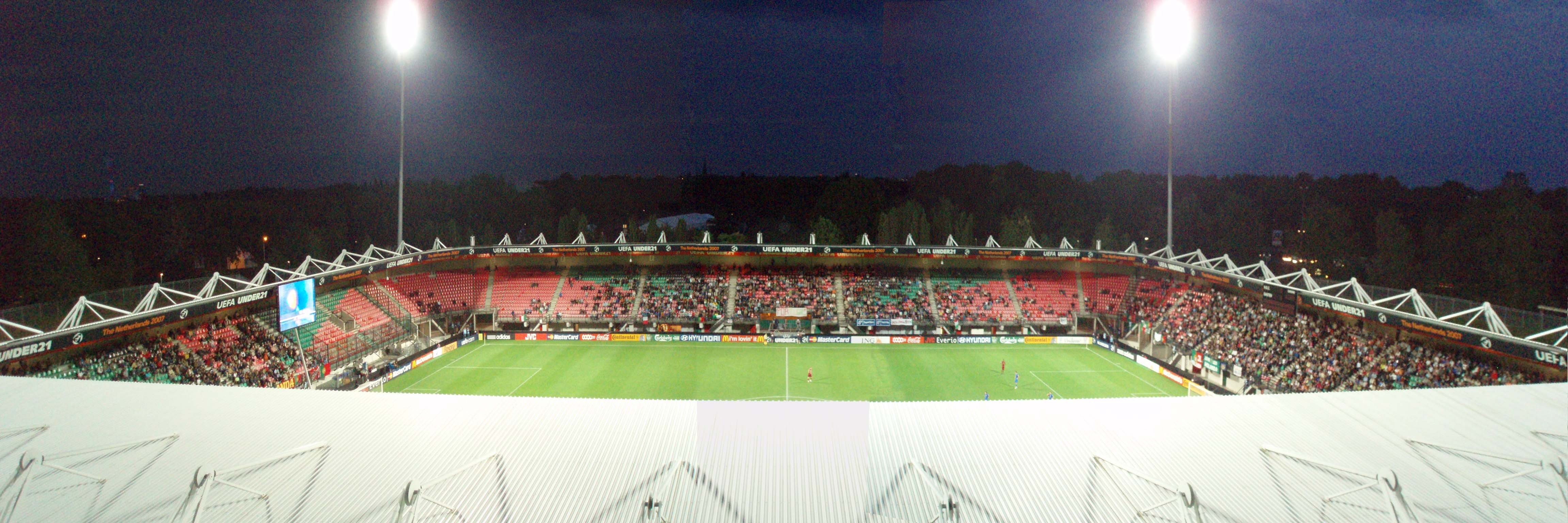
Playoff Portugal-Italië in De Goffert

| do 21 juni 2007 | 20:45 uur | Portugal | 0 - 0 (Pen. 3 - 4) | Italië | De Goffert, Nijmegen |

### Finale

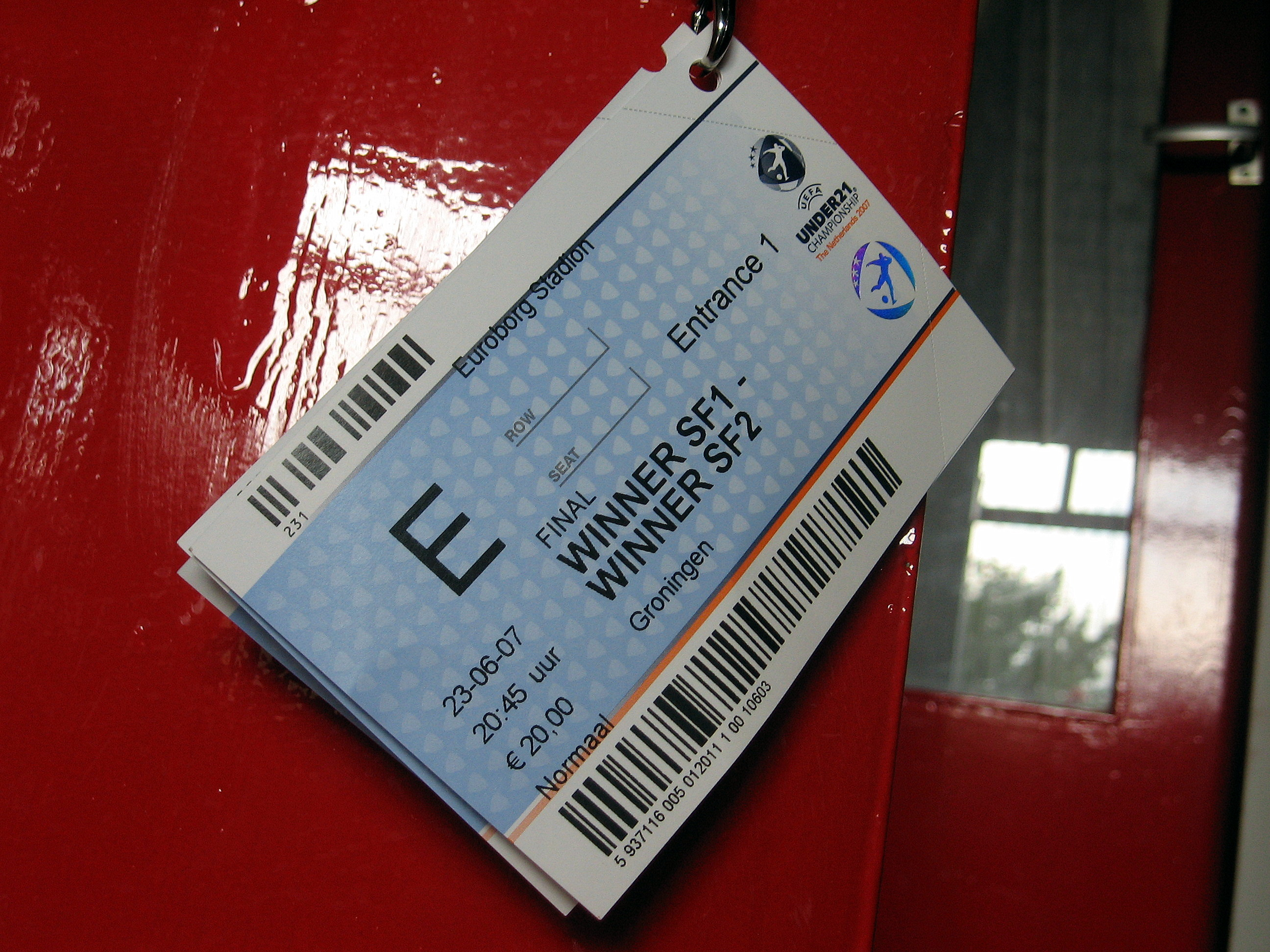
Toegangskaarten voor de finale

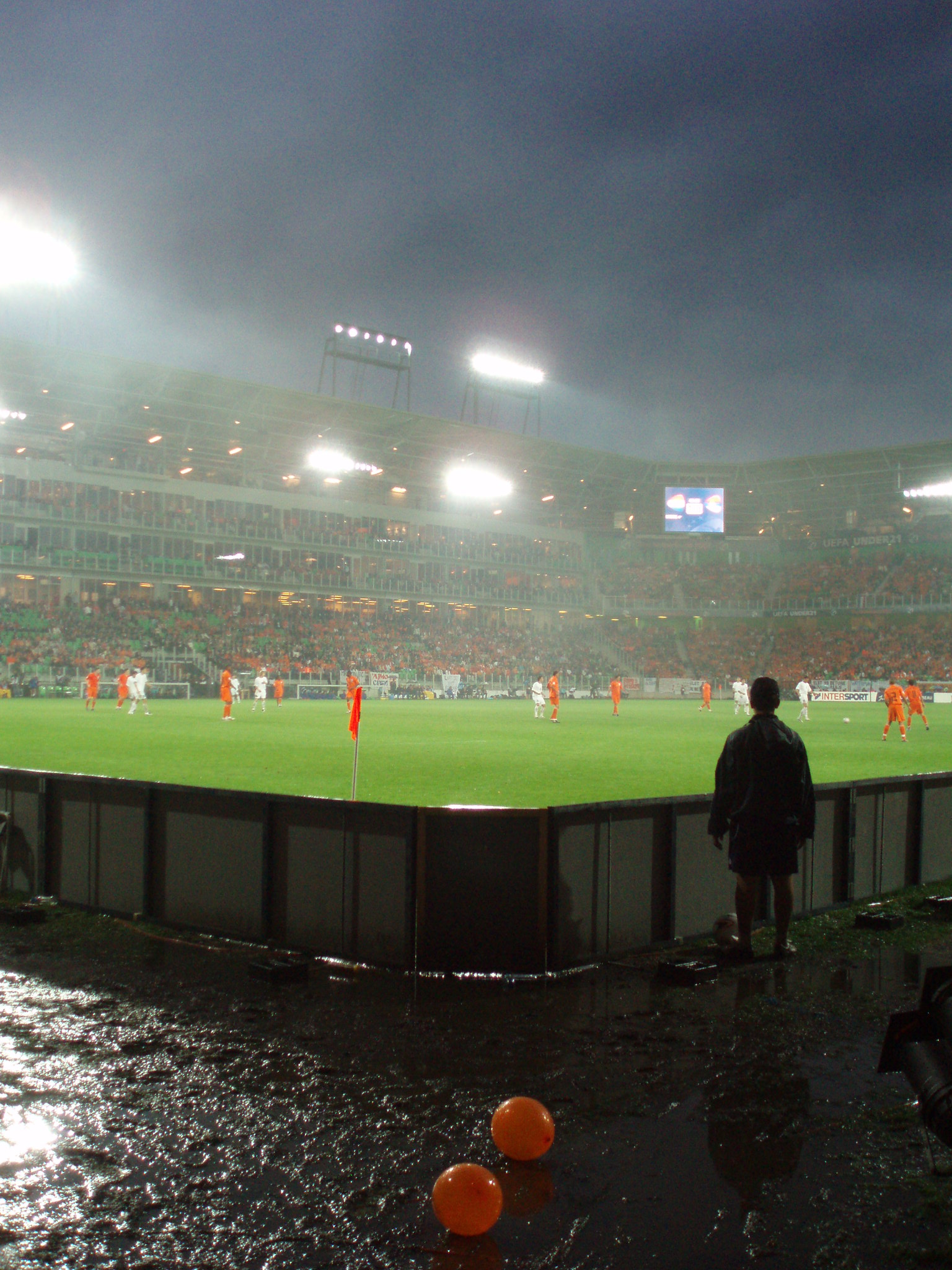
Regen tijdens de finalewedstrijd

| za 23 juni 2007                 | 20:45 uur | Nederland                                       | 4 - 1 | Servië     | Euroborg, Groningen |
|                                 |           | (Bakkal '17, Babel '60, Rigters '67 Bruins '87) |       | (Mrđa '79) |                     |
| Kampioen: NEDERLAND (2de titel) |           |                                                 |       |            |                     |

## Topscorers
4 goals
- Maceo Rigters

3 goals
- Leroy Lita

2 goals
- Alberto Aquilani
- Ryan Babel
- Giorgio Chiellini
- Kevin Mirallas
- Dragan Mrdja
- Miguel Veloso

1 goal
- Otman Bakkal
- Luigi Bruins
- Matt Derbyshire
- Royston Drenthe
- Manuel Fernandes
- Boško Janković
- Aleksandar Kolarov
- Hedwiges Maduro
- Dejan Milovanović
- Nani
- David Nugent
- Michal Papadopulos
- Sebastien Pocognoli
- Giuseppe Rossi
- Ricardo Vaz Té

## Winnaars Man of the Match
Groep A
- Nederland v. Israël: Royston Drenthe
- Portugal v. België: Marouane Fellaini
- Israël v. België: Kevin Mirallas
- Nederland v. Portugal: Maceo Rigters
- Nederland v. België: Sebastien Pocognoli
- Israël v. Portugal: Miguel Veloso

Groep B
- Tsjechië v. Engeland: Nigel Reo-Coker
- Servië v. Italië: Dejan Milovanović
- Tsjechië v. Servië: Duško Tošić
- Engeland v. Italië: Alberto Aquilani
- Italië v. Tsjechië: Giuseppe Rossi
- Engeland v. Servië: James Milner

Halve-finales
- Nederland v. Engeland: Maceo Rigters
- Servië v. België: Branislav Ivanović

5e plaats playoff
- Portugal v. Italië: Emiliano Viviano

Finale
- Nederland v. Servië: Ryan Babel

## Ophef na finale

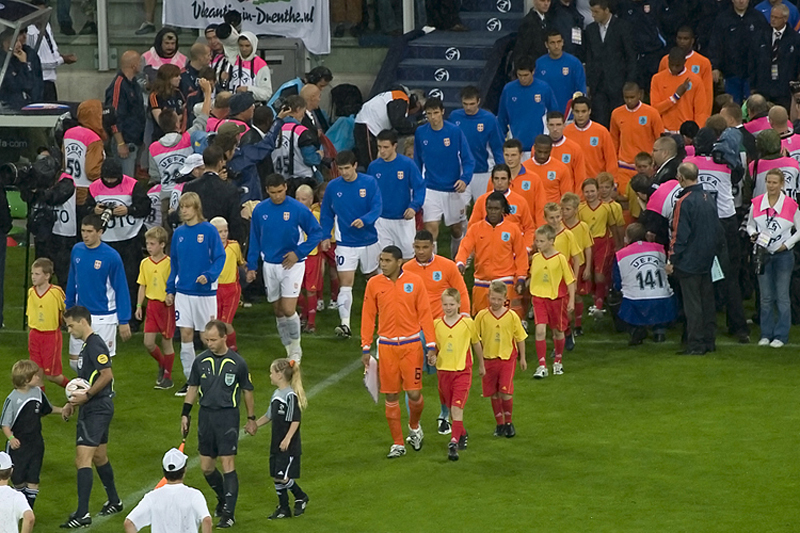
EK-21 finale 2007

Na de finale ontstond er enige ophef in Nederland omdat er diverse internationals met Surinaamse roots de vlag van Suriname meedroegen tijdens de huldiging van de Europees kampioen in het stadion. De Surinaamse vlaggen bleven een lange tijd om de spelers gedrapeerd en sommigen stonden er mee in de erehaag voor de Servische spelers en bij de prijsuitreiking door Michel Platini.
Bondscoach Foppe de Haan noemde de actie van zijn spelers ongepast. Later schaarde directeur betaald voetbal Henk Kesler zich achter De Haan. Volgens Kesler horen dergelijke uitingen niet bij Oranje en zal de KNVB ze in de toekomst niet meer accepteren.

## Voetnoten
1978 · 1980 · 1982 · 1984 · 1986 · 1988 · 1990 · 1992 · 1994 · 1996 · 1998 · 2000 · 2002 · 2004 · 2006 · 2007 · 2009 · 2011 · 2013 · 2015 · 2017 · 2019 · 2021 · 2023 · 2025 · 2027 

Jeugd-EK's: onder 21 · onder 19 · onder 17       Jeugd-WK's: onder 20 · onder 17